# Ceryx klossi
Auriculoceryx basalis là một loài bướm đêm thuộc phân họ Arctiinae, họ Erebidae.